# Městský stadion (Mladá Boleslav)
El Městský stadion también llamado Lokotrans Aréna por razones de patrocinio es un estadio de fútbol situado en la ciudad de Mladá Boleslav, República Checa. El estadio fue inaugurado en 1968 y posee actualmente una capacidad autorizada para 5500 personas, es propiedad del club FK Mladá Boleslav que disputa actualmente la Liga Checa de Fútbol.
El estadio inaugurado en 1968 fue renovado completamente en 2002, se le instaló iluminación artificial y se le dotó de butacas individuales y techo cubierto en la totalidad de sus tres graderías, posee césped natural y calefacción artificial para la cancha.

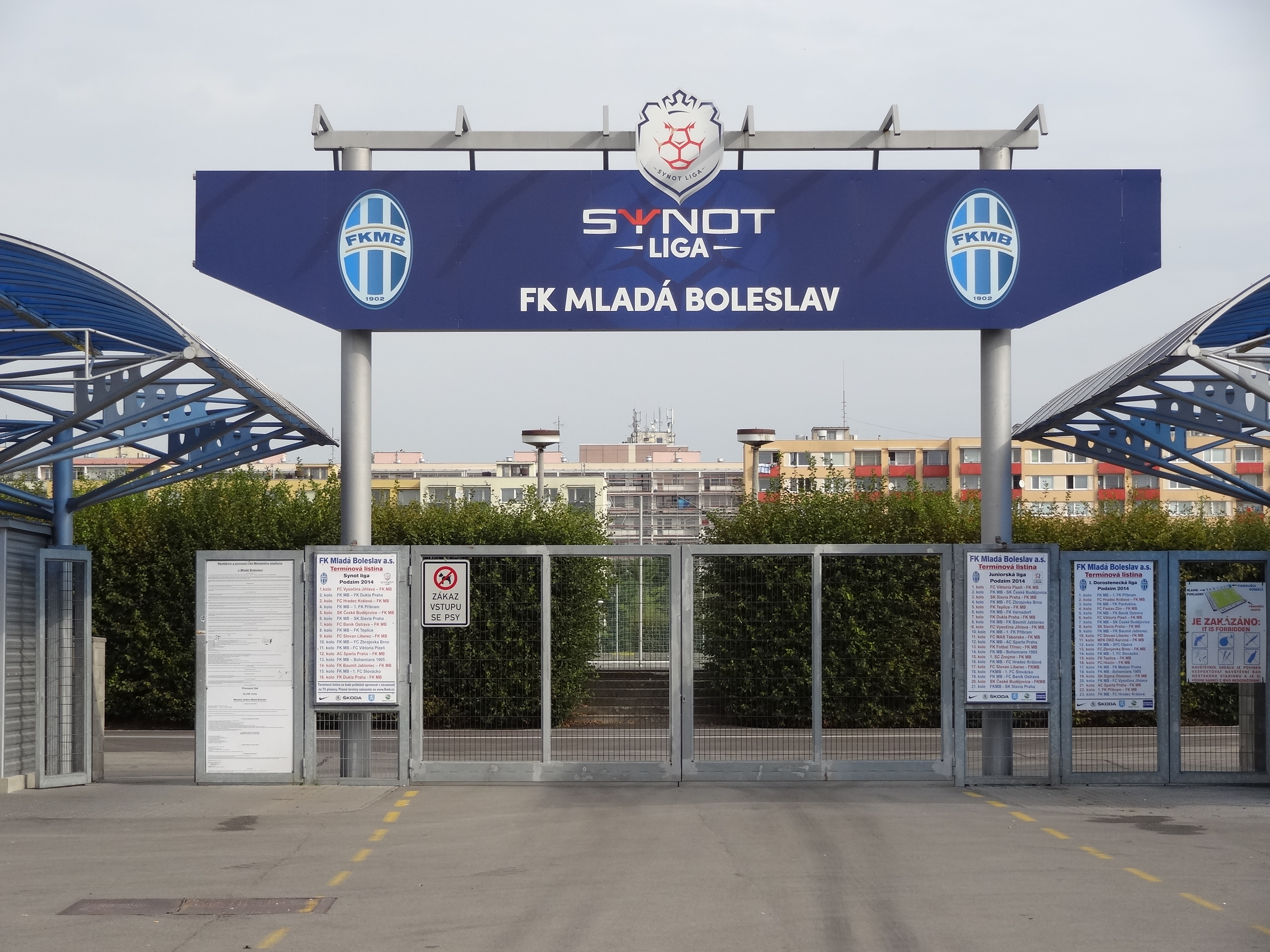
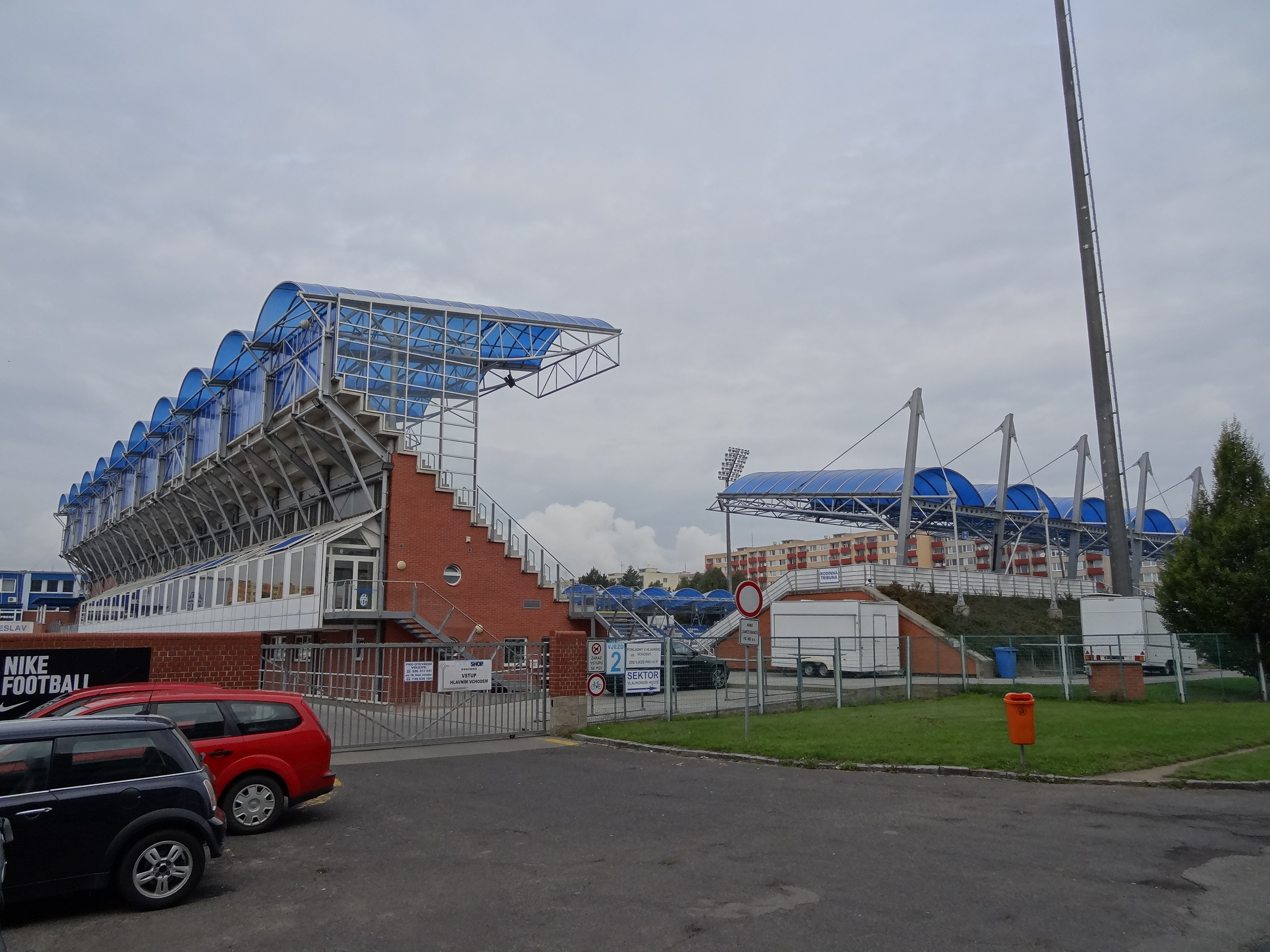